# Mansa fulgidipennis
Mansa fulgidipennis là một loài tò vò trong họ Ichneumonidae.